# Magnum Photos
Magnum Photos er en international foto-sammenslutning oprettet i 1947, ejet og administreret af professionelle fotografer.
Den danske journalist Bjarke Myrthu har siden 2004 været ansat på Magnums kontor i New York, som administrativ redaktør (Executive Editor) for at lede arbejdet med at gøre fotobureauet multimedialt.
Den danske fotograf, Jacob Aue Sobol, blev optaget i den prestigefyldte gruppe i juni 2007 som prøvemedlem (nominee), hvorefter han har to år for at bevise sin værdi for at blive optaget som fuldgyldigt medlem.
Tidligere har to danske fotografer Joachim Ladefoged og Jan Dagø været optaget som nominees men opnåede ikke at blive fuldgyldige medlemmer.

## Ekstern henvisning
Magnum Photos hjemmeside (engelsk)
| Firma | Spire Denne artikel om et firma eller en virksomhed er en spire som bør udbygges. Du er velkommen til at hjælpe Wikipedia ved at udvide den. |